# Jamel Madani
Pour les articles homonymes, voir Madani.
Jamel Madani (arabe : جمال المداني), né en 1963 à Tunis, est un acteur tunisien.
Il est le frère de l'acteur Mohamed Ali Madani.

## Biographie
Il suit ses études primaires à Bab Saadoun puis secondaires au lycée Ibnou-Dhiaf de La Manouba ; il les interrompt pour devenir artiste.
Fou de littérature et de musique, il participe à des ateliers culturels organisés à la maison de jeunes de son quartier. En 1981, à l'âge de 18 ans, il rejoint la maison de la culture Ibn-Rachiq pour faire du théâtre sous la direction de Mustapha Chérif et avec Jamel Sassi, devenu lui aussi comédien. Deux ans plus tard, il rejoint l'Association des anciens de l'école du théâtre arabe et ses ateliers de théâtre, avant de se lancer dans la troupe Al Amal Al Masrahi aux côtés de Mohamed Gharbi, réalisateur, et Ikram Azzouz, l'une des figures du théâtre tunisien.

### Théâtre
Entre 1988 et 1990, il rejoint le Théâtre national tunisien sous la direction de Mohamed Driss et assure la régie pour la pièce Al Aâouada (L'Orchestre) de Fadhel Jaziri et Fadhel Jaïbi. Ce dernier le propulse sur scène dans sa pièce Comédia où il interprète le rôle d'un infirmier dans un asile psychiatrique. En 1991 et 1992, il reprend quelques petits rôles, dans Dom Juan de Molière et Le Cadavre encerclé de Kateb Yacine sur une mise en scène de Mohamed Drira, avec Driss en tant que comédien, ce qui le prédispose au poste de comédien permanent au Théâtre national qu'il quitte en 1997 pour devenir indépendant.
En 1999, il joue dans la pièce Bahja et, en 2000, dans Mharem, toutes deux mises en scène par Mohamed Mounir Argui ; il joue ensuite dans L'Univers du Théâtre Echiraâ de Tunis et dans Cent et une étoiles de Mohamed Mounir Argui. En 2010 et 2011, il monte son premier one-man-show, Khouya Libre ?!.

### Télévision
En 1993, il joue dans le feuilleton Warda réalisé par Hamadi Arafa puis dans Amwaj de Slaheddine Essid en 1994.
En 2002, il joue dans Itr Al Ghadhab de Habib Mselmani et, en 2004, dans Hssabet w Aqabet avant de jouer dans Maktoub, Chobbik Lobbik et Pour les beaux yeux de Catherine.

## Filmographie

### Cinéma

#### Longs métrages
- 1991 : Poussière de diamant de Mahmoud Ben Mahmoud et Fadhel Jaïbi
- 2000 : La Saison des hommes de Moufida Tlatli
- 2002 :
  - Khorma de Jilani Saadi
  - La Boîte magique de Ridha Béhi
- 2003 : L'Odyssée de Brahim Babaï
- 2008 : Cinecittà d'Ibrahim Letaïef
- 2010 : Fin décembre (ar) de Moez Kamoun (ar)
- 2012 : Patience amère (Suçon) de Nasreddine Shili
- 2013 : L'Enfant du soleil de Taïeb Louhichi
- 2014 : Dicta Shot de Mokhtar Ladjimi
- 2015 : Narcisse de Sonia Chamkhi

#### Courts métrages
- 1998 : Festin de Mohamed Ali Damak
- 2004 : Visa d'Ibrahim Letaïef
- 2006 : Conversations de Mohamed Kais Zaied
- 2007 :
  - Essket de Faten Hafnaoui
  - Nuit de l'Aïd d'Achraf Laamar
- 2008 :
  - Borderline de Sonia Chamkhi
  - La Danse des cimetières de Moncef Ben Mrad
- 2009 : Le Dernier wagon de Sarra Abidi
- 2012 : Late Spring de Zachary Kerschberg
- 2015 :
  - La Maison mauve de Selim Gribâa
  - Crédit mouche d'Amir Gueddiche

### Télévision

#### Séries
- 1993 : Warda de Hamadi Arafa
- 1994 : Amwej de Slaheddine Essid, Ali Ben Arfa et Ali Mansour
- 1995 : Al Hasad d'Abdelkader Jerbi et Abdelkader Bel Hadj Nasser
- 2002 : Itr Al Ghadhab de Habib Mselmani et Ridha Qaham
- 2004 : Hssabet w Aqabet de Habib Mselmani et Ali Louati : Saïd
- 2005 : Halloula w Slouma d'Ibrahim Letaïef et Farès Naânaâ (invité d'honneur)
- 2005-2006 : Choufli Hal de Slaheddine Essid (invité d'honneur des épisodes 23 et 26 de la saison 1) : Si Bouazza
- 2006 : Ouled Elyoum de Mohamed Ali Damak et Tahar Fazaa
- 2008-2009 : Maktoub de Sami Fehri : Mongi
- 2008 : Bin Ethneya de Habib Mselmani : Ghanjou
- 2011 : Tawla w Kressi d'Abdelmajid Jallouli et Imed Ben Hmida
- 2012 :
  - Pour les beaux yeux de Catherine de Hamadi Arafa et Rafika Boujday : Jaber
  - El Icha Fan d'Amine Chiboub et Heifel Ben Youssef
  - Chobbik Lobbik d'Issam Bouguerra, Kaïs Chekir, Hamdi Ben Ahmed et Sadok Halwas
- 2013 : Njoum Ellil (saison 4) de Mehdi Nasra et Saoussen Jemni : Abdelhamid
- 2013-2014 : Caméra Café d'Ibrahim Letaïef, Marwa Znaidi, Naoufel Ouertani et Bilel Missaoui : Ali
- 2014 : Ikawi Saadek d'Émir Majouli et Oussama Abdelkader (invité d'honneur de l'épisode 8) : le chef du jury
- 2014-2015 :
  - School de Zied Litayem : le directeur
  - Naouret El Hawa de Madih Belaïd : Jaâfar
  - Bent Omha de Youssef Miled et Mokhles Moalla : l'oncle
- 2015 :
  - Le Risque de Nasreddine Shili, Salma Hobbi et Mohamed Ali Damak
  - Dar Elozzab de Lassaâd Oueslati, Fathi Boushila et Saber Oueslati (invité d'honneur)
- 2016 :
  - Le Président de Jamil Najjar : Monsieur Mokrani
  - Nsibti Laaziza (invité d'honneur de l'épisode 7 de la saison 6) de Slahddine Essid et Younes Ferhi : l'inspecteur Najmeddine
  - Bolice 2.0 de Majdi Smiri et Jamil Najjar
- 2016-2017 : Flashback de Mourad Ben Cheikh, Rabaâ Safi et Nazli Feriel Kallel : l'officier de police
- 2017 :
  - Lemnara d'Atef Ben Hassine
  - Dawama de Naïm Ben Rhouma, Mohamed Ali Mihoub et Abdelmonem Hwass : l'inspecteur de police
- 2018 :
  - Ali Chouerreb de Madih Belaïd et Rabii Tekali : Fethi Zourriaa
  - Elli Lik Lik de Kaïs Chekir et Kaïs Néji
- 2021-2022 : Ken Ya Makenech d'Abdelhamid Bouchnak : Khofech
- 2024 : Nhar Ala Ammar de Zied Litayem : Habib
- 2025 : Harissa Land de Zied Litayem : Béchir

#### Téléfilms
- 2003 : L'Île maudite de Rémy Burkel
- 2008 : Villa Jasmin de Férid Boughedir
- 2025 : Harissa Land de Zied Litayem : Béchir

## Théâtre
- 1999 : Bahja, mise en scène de Mohamed Mounir Argui
- 2000 : Mharem, mises en scène de Mohamed Mounir Argui
- 2003 : Mourad III, texte de Habib Boularès et mise en scène de Mohamed Driss
- 2004 : Mort digne, d'après Mort d'un commis voyageur d'Arthur Miller, adapté en dialecte tunisien par Mohamed Driss et mise en scène de Neil Fleckman
- 2005 : Œdipe le tyran, mise en scène de Noureddine El Ati
- 2006 : Corps otages (Khamsoun), texte de Jalila Baccar et mise en scène de Fadhel Jaïbi
- 2009 :
  - Faute 2 frappe, texte et mise en scène de Houssem Sahli
  - Rajel ou Mraa, mise en scène de Mohamed Driss
  - Ashab (Amis), texte de Lassaad Ben Hassine et mise en scène de Jamel Sassi
  - Le Testament, texte d'Awled Ahmed et mise en scène de Chedly Arfaoui
- 2013 : Arrahib Ibn Alaghlab ou Le Terrible Ibrahim II, texte d'Abdelkader Latifi et mise en scène de Mounir Argui
- 2014 :
  - Rihet Erriha (La Senteur de l'odeur) de Jamel Sassi
  - Les Chaises de Jamel Madani
- 2015 :
  - Tounes d'Ahmed Amine Ben Saad
  - Bourga de Jamel Sassi, d'après la pièce Huis clos de Jean-Paul Sartre